# Ernst-August Köstring

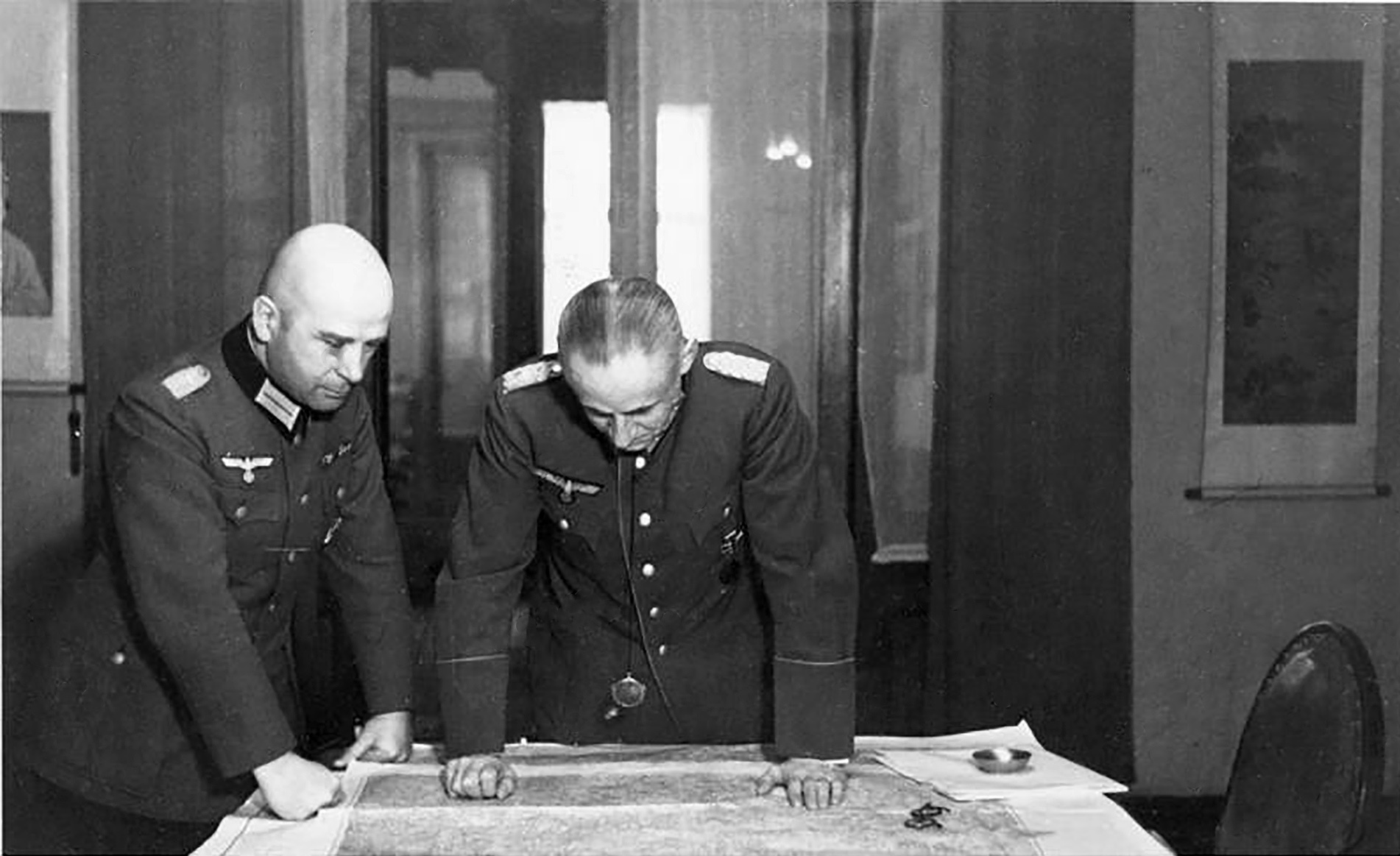
Hans Krebs (links) und Ernst-August Köstring (1941)

Ernst-August Köstring (* 20. Juni 1876 in Serebrjanyje Prudy, Gouvernement Tula (Russisches Kaiserreich); † 20. November 1953 auf dem Bichlhof bei Unterwössen) war ein deutscher Militärattaché und Offizier, zuletzt General der Kavallerie im Zweiten Weltkrieg.

## Leben
Ernst-August Köstring wurde als Sohn von Gustav Köstring und dessen Ehefrau Emilie, geborene Gade, in der Nähe von Moskau geboren. Die Erziehung in der Familie war von evangelischen Wertevorstellungen geprägt. Ab August 1885 besuchte er die Realschule der St.-Michaeliskirche in Moskau. Hier erhielt er 1894 sein Reifezeugnis.

### Preußische Armee
Am 1. Oktober 1895 trat Ernst-August Köstring als Einjährig-Freiwilliger in das Ulanen-Regiment „von Schmidt“ (1. Pommersches) Nr. 4 in Thorn ein und schied dort als Unteroffizier aus. Nach mehreren Reserveübungen bei seinem Regiment ernannte man ihn am 25. November 1898 zum Leutnant der Reserve. Im gleichen Jahr nahm er ein Studium der Rechtswissenschaften und Nationalökonomie an der Universität in Leipzig auf. Ein Jahr darauf wechselte er an die Universität Zürich und setzte dort 1899 das Studium bis 1900 fort.
Am 1. Juli 1901 trat Ernst-August Köstring beim Kürassier-Regiment „Herzog Friedrich Eugen von Württemberg“ (Westpreußisches) Nr. 5 ein, wobei sein Patent als aktiver Offizier auf den 1. Juli 1900 datiert wurde. Ab April 1904 war er als Regimentsadjutant eingesetzt. Zum Oberleutnant wurde er 1910 befördert. Im Jahr 1912 erfolgte eine zweijährige Kommandierung zum Militärreitinstitut Hannover und anschließend zur Offizier-Reitschule in Paderborn, wo er als Adjutant und Taktiklehrer eingesetzt war. Zum Rittmeister wurde er am 18. Dezember 1913 befördert.
Mit Beginn des Ersten Weltkrieges wurde Ernst-August Köstring als Ordonnanzoffizier beim Generalkommando des XX. Armeekorps eingesetzt. Es folgten weitere Verwendungen in verschiedenen Generalstäben, so auch in der Heeresgruppe Scholz und 1916 beim österreichischen Armeekommando der 12. Armee. Einer schweren Verwundung im Herbst 1916 folgte eine lange Rekonvaleszenz. Wieder genesen diente er ab Dezember 1917 bei der Deutschen Militärmission in der Türkei und war seit 17. Januar 1918 Erster Adjutant des Chefs des Generalstabes des türkischen Feldheeres, Generalmajor Hans von Seeckt (1866–1936). Zum Ende seines Einsatzes im August 1918 wurde er ab 1. September dem Bevollmächtigten der Militärmission Kiew überwiesen und dem ukrainischen Kriegsminister zugeteilt. Im November 1918 nach Deutschland zurückgekehrt wurde er Bataillonsführer im Landwehr-Infanterie-Regiment Nr. 76.

### Reichswehr
Bei seiner Übernahme ins Reichsheer kam Ernst-August Köstring ab 3. März 1919 zum Reichswehrministerium nach Berlin. Hier führte er ab Oktober die Kavallerie-Abteilung des Reichswehrministeriums, wechselte aber dann ab 24. November 1919 zur Abteilung Fremde Heere. Leiter dieser Abteilung, die dann später unter der Bezeichnung Heeresstatistische Abteilung T 3 des Truppenamtes TA firmierte, war Friedrich von Boetticher (1881–1967). Während dieser Zeit nahm Köstring an zahlreichen Erkundungsreisen, militärischen Kooperationsgesprächen und Truppenübungen teil. So wurde er bereits Anfang 1920 zu den durch General Hans von Seeckt (1866–1936) geführten Gesprächen mit Regierungsmitgliedern und Militärs Sowjetrusslands in Moskau mit dem Ziel eine gemeinsame Zusammenarbeit in militärischen Rüstungsfragen zu vereinbaren, hinzugezogen. Anfang 1922 erfolgte seine Beförderung zum Major, wobei das Rangdienstalter auf den 1. Juni 1921 festgelegt wurde. Zum 1. Oktober 1922 wechselte er zum Regimentsstab des 16. Reiter-Regiments nach Langensalza. Anfang 1925 wurde er als Adjutant General Hans von Seeckts, im Stab der Heeresleitung ins Reichswehrministerium zurückversetzt. In dieser Zeit hatte er im Dezember 1926 einen schweren Autounfall und wurde dann im März 1927 zum Kommandeur des 10. (Preußisches) Reiter-Regiments in Züllichau ernannt. In dieser Stellung wurde er am 1. Mai 1927 zum Oberstleutnant befördert. Diese Zeit bis Ende 1929 war angefüllt mit der Teilnahme an zahlreichen Lehrgängen und der Durchführung von militärischen Erkundungsreisen in andere Länder. Am 1. August 1930 wurde Köstring zum Oberst befördert. Ab dieser Zeit bereitete er sich auf einen weiteren Auslandseinsatz vor.
Aus Geheimhaltungsgründen dieser Mission wurde Ernst-August Köstring offiziell zum 1. Februar 1931 in den Stab vom Gruppenkommando 1 nach Berlin versetzt. Das eigentliche Ziel war aber Moskau, wo er ab 19. Januar 1931 als Militärberater zur Unterstützung der militärischen Zusammenarbeit zwischen der Reichswehr und der Roten Armee nach Moskau versetzt wurde. Hier wurde er vorerst, da es zu dieser Zeit noch keine Vereinbarung zwischen der Weimarer Republik und der Sowjetunion über den gegenseitigen Einsatz von Militärattachés gab, als Militärberater der deutschen Botschaft in Moskau deklariert. Deutscher Botschafter in der Sowjetunion war zu dieser Zeit Herbert von Dirksen (1882–1955), der unmittelbar über die Schwerpunkte der militärischen Zusammenarbeit informiert war und sie inhaltlich mit unterstützte. So wurden an 5 Standorten auf dem Territorium der Sowjetunion Projekte der gegenseitigen militärischen Unterstützung durchgeführt. Für die zukünftige Luftwaffe erfolgte, auf der Grundlage deutscher Konstruktionsunterlagen, die Entwicklung, der Bau und die Erprobung von Flugzeugen. Der Flughafen Lipezk wurde für die Ausbildung von Piloten und Luftbeobachtern genutzt. Zur chemischen Kampfführung wurden neue Kampfstoffe entwickelt, ihre Wirksamkeit erprobt, sowie die Technologie und Technik für das Ausbringen der Kampfstoffe weiterentwickelt. Für die zukünftigen Panzerstreitkräfte wurden Motoren und Kampfwagen entwickelt, hergestellt und erprobt. Nahe der Ortschaft Kama existierte eine Panzerwagen-Erprobungs- und Fahrschule. Über mehrere Jahre wurde die gemeinsame Ausbildung von deutschen und sowjetischen Generalstabsoffizieren, die Versendung und Betreuung von Offiziers-Hospitanten für beide Generalstäbe organisiert sowie die gegenseitige Teilnahme an Manövern und Technikübungen abgesprochen. Für die praktische Realisierung dieser Zusammenarbeit war das in Moskau etablierte Büro der Sondertruppe R(ußland) unter der Leitung von Oskar Ritter von Niedermayer (1885–1948) zuständig. Mit diesem Büro pflegte Köstring eine enge Abstimmung in inhaltlichen und organisatorischen Fragen. Seit 1929 war die deutsch-sowjetische Zusammenarbeit auch auf den gegenseitigen Austausch der Aufklärungsergebnisse der militärischen Nachrichtendienste beider Länder ausgedehnt worden. Die dafür erforderlichen Berichterstattungen liefen über den Geschäftsbereich von Köstring. Am 1. März 1933 wurde er zum Generalmajor befördert. Da sich aber in den zurückliegenden Jahren die Dringlichkeit, diese Tätigkeit konsequent geheim zu halten, wesentlich verstärkt hatte, aber auch mit der Kanzlerschaft Adolf Hitlers ab Januar 1933 wegen dieser Tätigkeit in Moskau die Gefahr für Köstring verstärkt hatte, in die antisowjetische Hysterie der nationalsozialistischen Ideologie hineingezogen zu werden, wurde er am 31. März 1933 offiziell aus dem aktiven Dienst der Reichswehr verabschiedet. Aus der ab Herbst 1933 beginnenden konsequenten Abwicklung der einzelnen Projekte deutsch-sowjetischer Zusammenarbeit auf dem Gebiet des Militärwesens hielt er sich heraus. Bis 1935 begab er sich zu beauftragten Offiziersreisen in andere Länder.

### Wehrmacht
Unter Bestätigung seines Ranges als Generalmajor trat Ernst-August Köstring am 1. August 1935 wieder in den aktiven militärischen Dienst ein. Sein nunmehriger Auftrag lautete, die Aufgaben des Militär- und des Luftattachés an der deutschen Botschaft in Moskau wahrzunehmen. Das war sehr bekanntes Terrain für ihn, da er die Kontakte erst zwei Jahre zuvor übergeben hatte und löste nun ab 1. Oktober 1935 Oberstleutnant Otto Hartmann (1884–1952), seinen Nachfolger, wieder ab. Sein Aufgabenfeld erstreckte sich nun über die UdSSR und Litauen, seinen Sitz hatte er in Moskau. Zur Unterstützung wirkten als Gehilfen an seiner Seite, speziell für die maritimen Fragen, Norbert von Baumbach (1900–1977), bis Dezember 1936. Mit den Heeresfragen waren Hauptmann Schubath und ab 1939 Oberst Ralph von Heygendorff (1897–1953) befasst. Während die sowjetische Seite über die deutsche Botschaft und ihre militärischen Attachés nach der Übernahme des Postens durch Köstring, umfassende Bemühungen zur Wiederbelebung der militärischen Zusammenarbeit mit Deutschland zeigte, hielt sich die deutsche Seite extrem zurück. Die Hintergründe dafür waren, dass die Sowjetunion inzwischen bei der Wehrmachtsführung in die Kategorie „Fremde Heere“ eingestuft und seit August 1936 sogar als Ziel eines zukünftigen militärischen Angriffes festgemacht war. Das schlug sich deutlich in den Informationsanforderung gegenüber den Attachés, aber auch in ihren Berichterstattungen nieder. Im Zusammenhang mit den Bestrebungen um eine deutsch-sowjetische Nichtangriffsvereinbarung, signalisierten sich beide Seiten in dieser Zeit, damit über das gemeinsame Feindbild „Polen“ zu verfügen. Am 1. August 1937 wurde Köstring zum Generalleutnant befördert.
Ab 1938 wurde Ernst-August Köstring gemeinsam mit dem im Januar 1937 als Marineattaché notifizierten Norbert von Baumbach in die Planung und informellen Arbeitsschritte zur Vorbereitung des deutsch-sowjetischen Nichtangriffsvertrages einbezogen. Einen Tag vor dessen Unterzeichnung war ein gemeinsames Militärabkommen als Arbeitsergebnis der deutsch-sowjetischen Militärkommission durch Köstring und den Volkskommissar Kliment J. Woroschilow (1881–1969) zur Regelung der weiteren militärischen Zusammenarbeit zwischen beiden Ländern fertiggestellt worden. Die darin enthaltenen Punkte weckten bei den Attachés erneut die Hoffnung auf eine langfristige militärische Zusammenarbeit. Deshalb erhöhten sie unmittelbar darauf sehr zügig die Zahl ihres Hilfspersonals bis Ende September 1939 und führten Vorgespräche zur Festlegung des gemeinsamen Informationsbedarfs. An den Tagen des Abschlusses des Nichtangriffsvertrages durch die Außenminister in Moskau, am 23. und 24. August 1939, weilten beide Attachés mit unter den Mitgliedern der deutschen Delegation. Am 1. Oktober 1940 wurde Köstring zum General der Kavallerie befördert.
Nach dem deutschen Überfall auf die Sowjetunion am 22. Juni 1941 wurden die Mitarbeiter der deutschen Botschaft kurzzeitig interniert, Ernst-August Köstring kehrte wenige Tage darauf nach Deutschland zurück. Hier angekommen wurde er in die Führerreserve des Oberkommandos des Heeres (OKH) versetzt, dann aber ab 1. September 1942 zum Beauftragten für Kaukasusfragen bei der Heeresgruppe A bestellt. Bei seinem Aufenthalt im Kaukasus hatte er zahlreiche Begegnungen mit den eingesetzten regionalen Verwaltungsorganen und auch mit der Bevölkerung. In Kislowodsk weckte Köstring auf einem muslimischen Volksfest unter den einheimischen Karatschaiern, die die deutsche Besatzungspolitik zumindest in Religionsfragen als milder empfanden als die vorherige Praxis der sowjetischen Behörden, mit einer auf Russisch gehaltenen Rede solche Begeisterung, dass sie ihn nach Landesbrauch mehrmals in die Luft warfen. Im Frühjahr 1943 wurde er in die Führerreserve zurückversetzt. Mitte Juni 1943 wurde er zum Inspekteur der deutsch kommandierten Turkvolk-Verbände. Als diese Dienststelle am 1. Januar 1944 mit dem General der Osttruppen zum General der Freiwilligen-Verbände im Oberkommando des Heeres zusammengeführt wurde, übernahm Köstring die neu entstandene Dienststelle.

### Nach dem Zweiten Weltkrieg
Am 4. Mai 1945 geriet Ernst-August Köstring bei Bad Aibling in US-amerikanische Kriegsgefangenschaft. Diese verbrachte er in den ersten Wochen im Lager Bad Aibling bei Rosenheim. Anschließend wurde er in die USA ausgeflogen und hielt sich etwa drei Monate in einem Sonderlager bei Washington auf, um bei Befragungen zu deutsch-russischen Militärereignissen, vor allem über die Jahre der militärischen Zusammenarbeit in der Weimarer Republik und nach 1933 Rede und Antwort zu stehen. Nach Deutschland zurückgekehrt sollte er während des Nürnberger Prozesses als Zeuge der Verteidigung in der Sache von Reichsaußenminister von Ribbentrop vor Gericht aussagen. Die Vertreter der sowjetischen Anklagebehörde am Prozess lehnten jedoch diesen Antrag ab. Es schlossen sich für ihn weiter Aufenthalte in Kriegsgefangenenlagern auf deutschem Territorium an, zuletzt im Gefangenenlager Ludwigsburg. Von hier wurde er 1947 nach Hause entlassen.
Ernst-August Köstring verstarb am 20. November 1953 auf dem Bichlhof in Unterwössen.

## Auszeichnungen
- Eisernes Kreuz (1914) II. und I. Klasse[17]
- Preußisches Dienstauszeichnungskreuz[17]
- Ritterkreuz II. Klasse des Friedrichs-Orden[17]
- Ritterkreuz II. Klasse des Ordens vom Zähringer Löwen mit Eichenlaub und Schwertern[17]
- Lippisches Kriegsverdienstkreuz[17]
- Verwundetenabzeichen (1918) in Schwarz[17]
- Österreichisches Militärverdienstkreuz III. Klasse mit der Kriegsdekoration[17]
- Medschidié-Orden III. Klasse[17]
- Ritterkreuz des Kriegsverdienstkreuzes mit Schwertern am 23. Oktober 1944[18]